# ثيوداد ريال

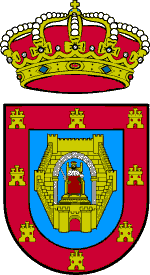
شعار ثيوداد ريال ويظهر به الملك ألفونسو العاشر مؤسس المدينة

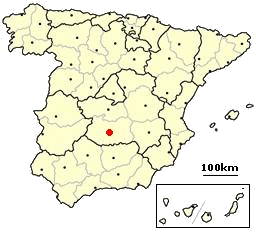

ثيوداد ريال (Ciudad Real) مدينة إسبانية، عاصمة مقاطعة ثيوداد ريال وقضائها. تقع في منطقة كاستيا لا منتشا ذاتية الحكم.
يبلغ عدد قاطني ثيوداد ريال 71.005 ساكن (إحصاء 2007). تقع على ارتفاع 628 متر، وتبلغ مساحتها البلدية 289,98 كيلومتراً مربعاً. تنقسم إلى 4 مراكز سكنية وهي: ثيوداد ريال، لاس كأساس، فالفيردي، وبوبلاشويلا. وتبعد ثيوداد ريال حوالي 200 كم إلى الجنوب من العاصمة الإسبانية مدريد.
نظراً لكثرة عدد طلاب جامعة قشتالة لامانشا والعدد الكبير من المقيمين غير المسجلين، فإن العدد الفعلي لسكان مدينة ثيوداد ريال يرتفع إلى أكثر من 90.000 نسمة. ما حمل مجلس ثيوداد ريال للقيام بعدة حملات لزيادة أعداد المسجلين في المدينة.
أهم مدن لامانشا، ومقر أسقفية. شهدت في السنوات الأخيرة تطوراً ملحوظاً في مجال الخدمات، وبخاصة المواصلات: حيث تشكل ثيوداد ريال بواقع الحال مرحلة سكة حديدية وسيطة للقطارات عالية السرعة التي تربط مدريد بكل من قرطبة وملقة واشبيلية، ويتصل بمحطة القطارات السريعة (AVE) مطار خاص كبير جديد يحمل اسم مطار دون كيخوت يدخل العمل أواخر عام 2008 لرحلات الخطوط الجوية المحلية والدولية، لنقل المسافرين والبضائع. من المتوقع عاجلاً بشرط زيادة الحركة إلى 7 ملايين راكب و 250.000 طن من البضائع، نخصيص مجال للرحلات السياحية والرياضية والخاصة وهناك أيضاً مهبط للمروحيات. هناك مشروع لإنشاء مركز للترفيه والألعاب مع فنادق ودور لللهو على نمط ما هو موجود في لاس فيغاس، ولكن هذا يبقى حتى الآن مجرد مشروع وخبر صحافي.

## التاريخ

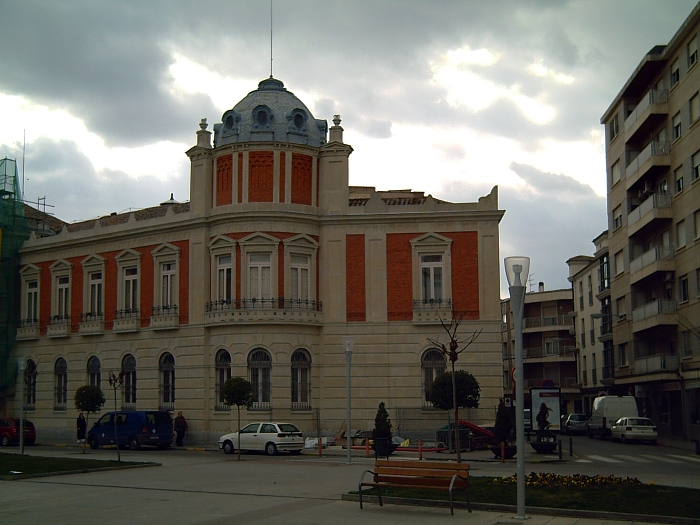
مبنى مجلس المقاطعة

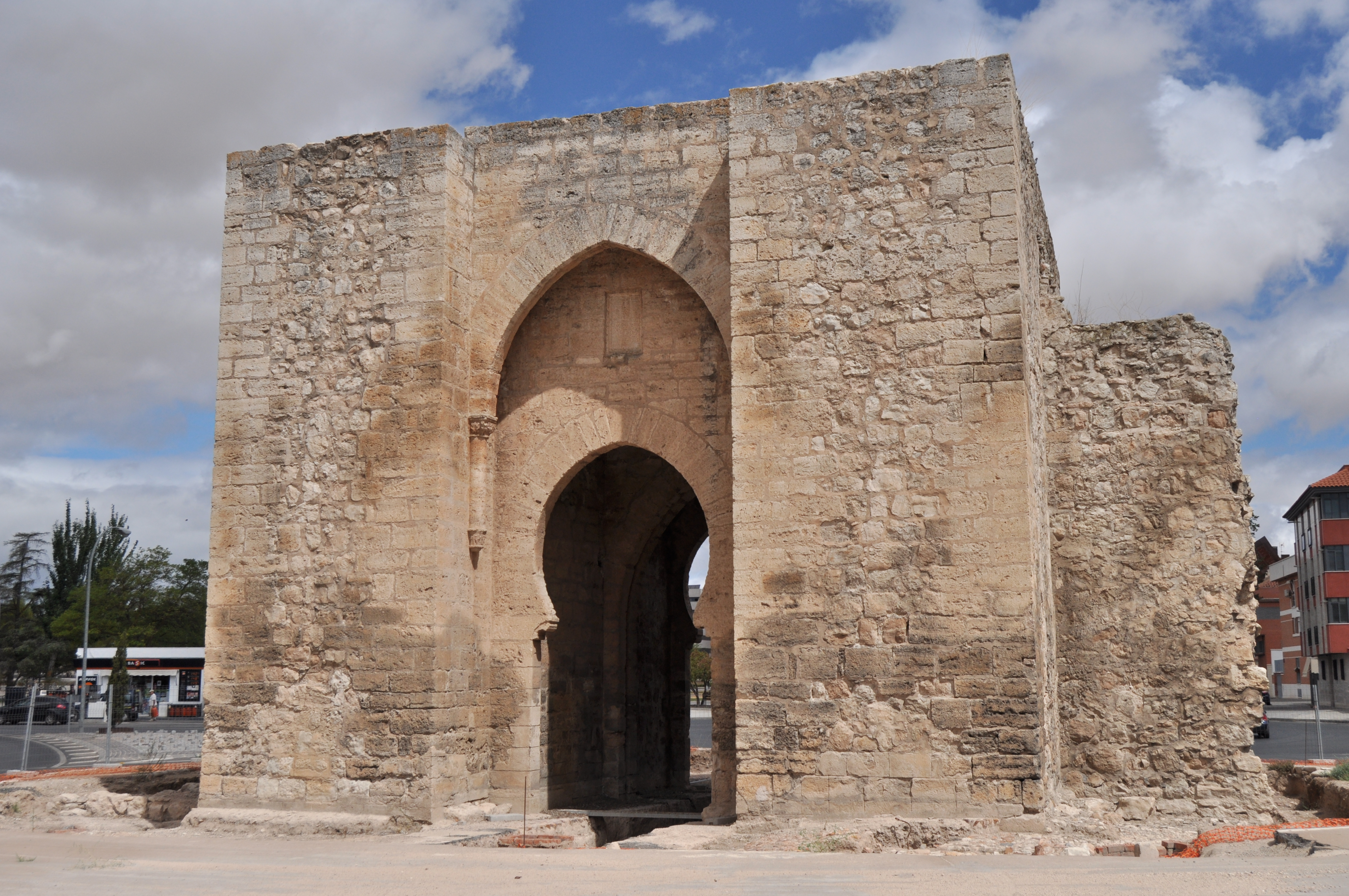
بوابة طليطلة شمالي المدينة ،و تعد أهم البوابات المتبقية من السور

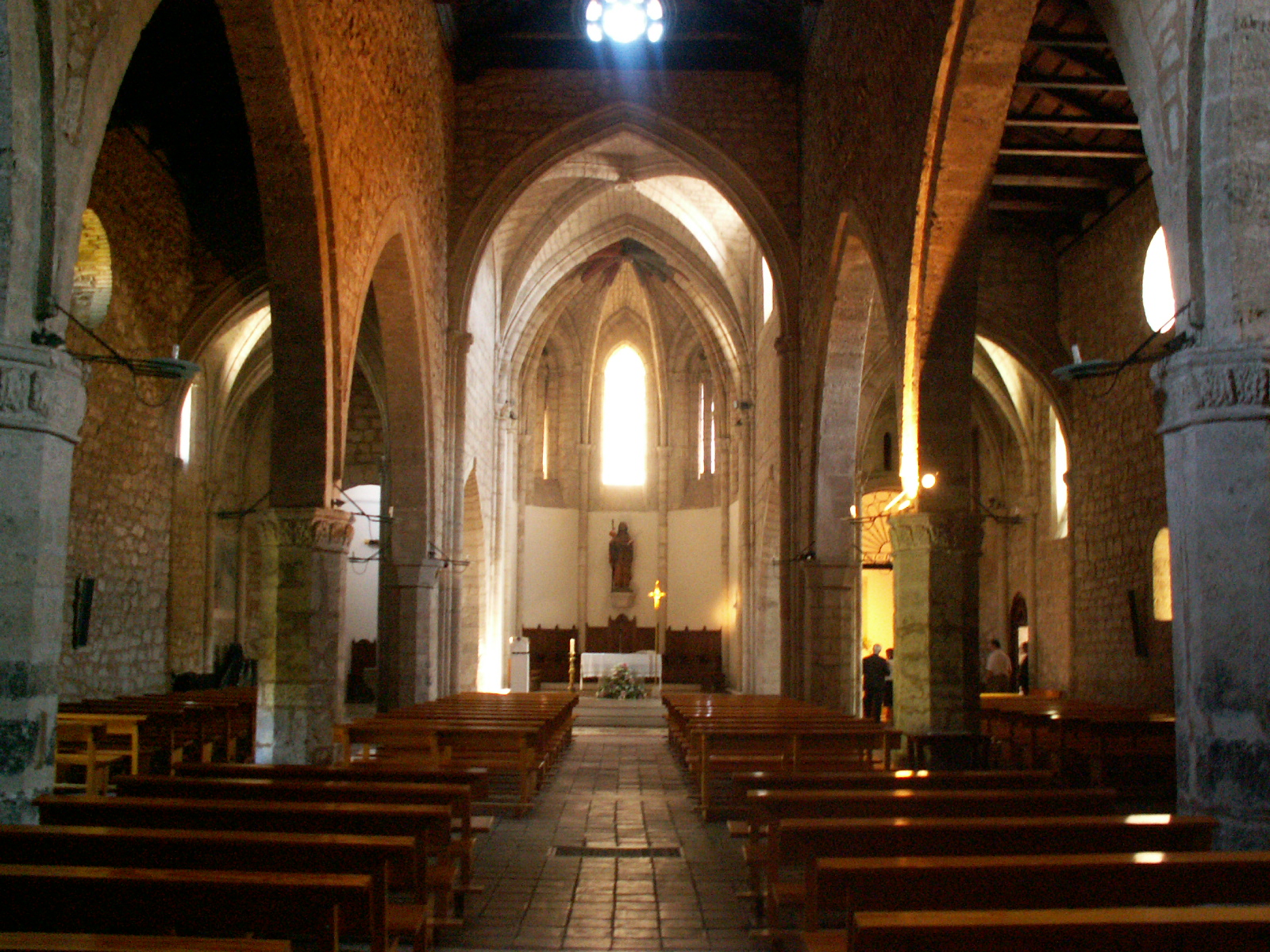
كنيسة سانتياغو الأقدم بالمدينة

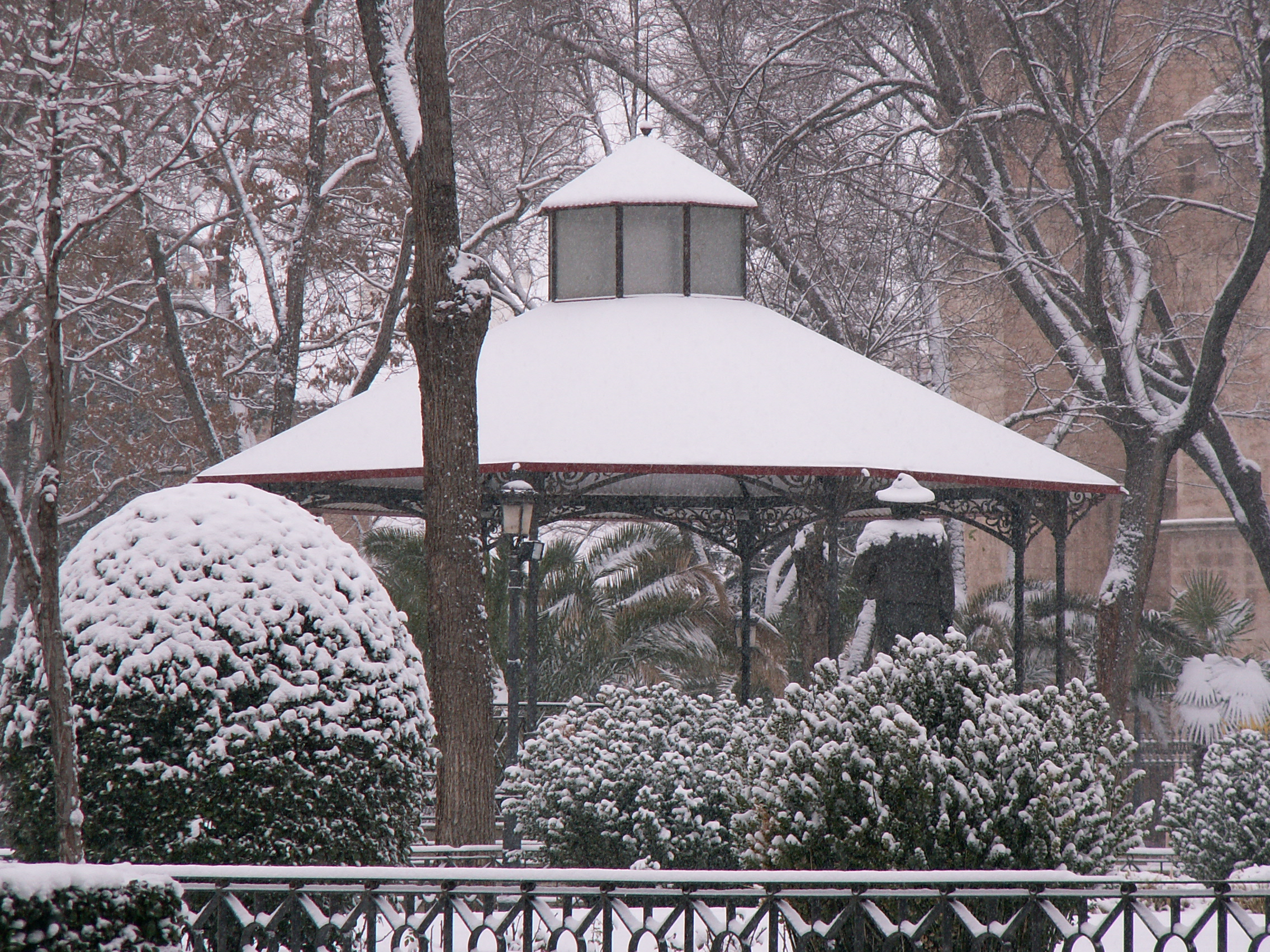
حدائق برادو نيفادو

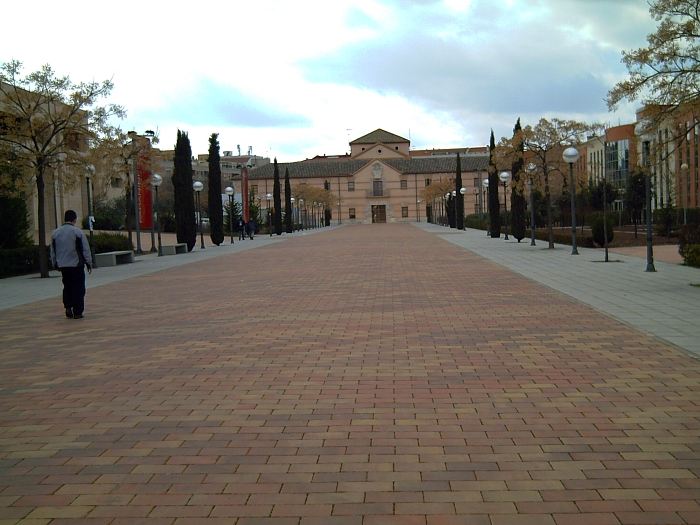
رئاسة جامعة قشتالة لامانشا في ثيوداد ريال

كان موقع الحالي للمدينة في البداية، قرية صغيرة تسمى بوزو سيكو دون جيل (Pozo Seco de Don Gil). في عام 1255 غيـّر الملك ألفونسو العاشر الحكيم اسم البلدة مؤسساً فيلا ريال.
ضمن أراضيها وعلى بُعد بضعة كيلومترات توجد تلة ألارك، حيث عاش قدماء الايبيريين ويزيد من أهمية قيمتها الأثرية أيضاً مصلاها المنعزل (Ermita) وقلعتها القروسطية، وقد شهدت المنطقة المحيطة بها انتصار الموحدون على القوات القشتالية بالمعركة الشهيرة التي حملت اسمها عام 1195.
حمى سكان المدينة والمتكون من المسلمين والنصارى واليهود، خلال العصور الوسطى سور بطول أربعة كيلومترات ومائة وثلاثين برجاً.
بين سنتي 1382 و1391 لم تعد فيلا ريال رفقة مدريد (حيث كان بلاط المنفى) وأندوخار تنتمي إلى تاج قشتالة، بمنح الملك خوان الأول سيادة عليها لليون السادس ملك أرمينيا.
لمعرفة الزمن الذي تحصلت فيه فيلا ريال على اسم ثيوداد لابد من العودة إلى عام 1420، حيث منح الملك خوان الثاني فيلا صفة ثيوداد (مدينة)، مكافأة على دعمها في الحرب الأهلية السلالية ضد الفرسان المتدينين، وقد أنقذه مقاتلوها من لاختطاف في إحدى القلاع، ومنحها شعار عليه أسطورة «النبيلة جداً الفخورة جداً» (“Muy Noble, Muy Leal”). في سنة 1475 أُكدت امتيازات رابطة حفظ السلام القديمة (Hermandad) لثيوداد ريال من قـِبل الملوك الكاثوليك.
شهدت المدينة أزهى أيامها بالقرن السادس عشر لـمّا وُجدت فيها مكاتب حكومية هامة، وشيدت بها مباني جديدة، وإضافة إلى الزراعة، أقيمت بها بعض الصناعات الصغيرة مثل المفارش والسترات الجلدية.
تركزت الزراعة حتى في قرون اللاحقة على زراعة العنب، والإنتاج الحيواني، وإنتاج الأجبان.
سـُميت ثيوداد ريال عام 1691 عاصمة لمقاطعة لا مانشا بعد إقامتها. وعاصمة لمقاطعة ثيوداد ريال بعد إقامتها هي الأخرى عام 1833.
في عام 1843، بفضل الجنرال بالدوميرو إسبارتيرو، افتتاح بثيوداد ريال أول معهد تعليمي بالمقاطعة، بناءً على طلب من رئيس البلدية السيد مالدونادو ودير مرسيداريوس دسكالسوس؛ وكذلك مستشفى، ذلك لأن الكاردينال لورنزانا خطط لتكون ثيوداد ريال ثكنة منذ عام 1809.
وصلت السكك الحديدية إلى ثيوداد ريال في عام 1863 ولذلك تم تجفيف المستنقعات التي كانت مصدر لتفشي الأوبئة والوفيات، لا سيما يين الأطفال في حي بيرشل القريب. وبعد ثلاث سنوات في عام 1866 زارات إزابيلا الثانية ثيوداد ريال، فأعيد بناء أجزاء من السور، وافتتح مبنى البلدية الجديد لسيباستيان ريبولار، وقد استضيفت الملكة بدير مرسيد القديم.
في عام 1875 تحصلت ثيوداد ريال على صفة أسقفية الدير للمليشيات الدينية وتحولت كنيسة سانتا ماريا مقراً للأسقفية في عام 1877، كما أعطيت ثيوداد ريال كازينو في عام 1887. زار الملك ألفونسو الثالث عشر ثيوداد ريال في عام 1905 بالذكرى المئوية الثالثة لدون كيخوت.
يعتمد اقتصادها إلى حد كبير على قطاع لخدمات، والصيد وبعض الصناعة كتلك الآتية تربية المواشي والخمور.
نجد من ضمن الأكلات التقليدية: لا ميغاس، بيستو مانشيغو، كالديريتا، تيسناو، أساديلو، غاشاس مانشيغاس، فلورس، بيسكوشا، الروبو، وأجبانها من حليب الأغنام نقي.

## معالم
متحف دون كيخوت الواقع بجوار حديقة غاسيت.
متحف اليسا سندريروس الذي يضم ضمن مقتنياته مجموعة قديمة من المراوح والمصنوعات الخشبية.
كنيسة إغليسيا دي سانتياغو هي أقدم في ثيوداد ريال، وقد بنيت في نهاية القرن الثالث عشر وقف الأسلوب القوطي. قـُسـّمت بنياتها الثلاث إلى شطرين، وزيـّنت بلوحات قوطية وبتنانين ذات سبع روؤوس، وقد استخدمت هذه كتمائم ضد الأرواح الشريرة. وتم تزيين السقف بأحجار مشكلة نجوم ثـُمانيـّة.
كنيسة هامة أخرى في ثيوداد ريال هي إغليسيا دي سان بيدرو (كنيسة القديس بطرس). وهي أكثر معالم المدينة اهتماماً ونوعية. وقد بنيت بين القرنين الرابع عشر والخامس عشر بأسلوب قوطية. يوجد بالداخل ضريح شانتي دي الكوكا، معترف وقسيس الملوك الكاثوليك.
توجد الساحة الرئيسية (plaza mayor) في وسط مدينة ثيوداد ريال.
لا باندورغا (La Pandorga) هو أحد من أكثر المهرجانات شعبية في المدينة، ويجري في الثلاثين والحادي والثلاثين من تموز / يوليو. في اليوم الأخير من الشهر يكرم المهرجان راعيته “La Virgen del Prado.” ويرتدي الناس خلاله جينز وقميص أبيض والمنديل التقليدي مع الزهور الزرقاء والبيضاء.

## الرياضة

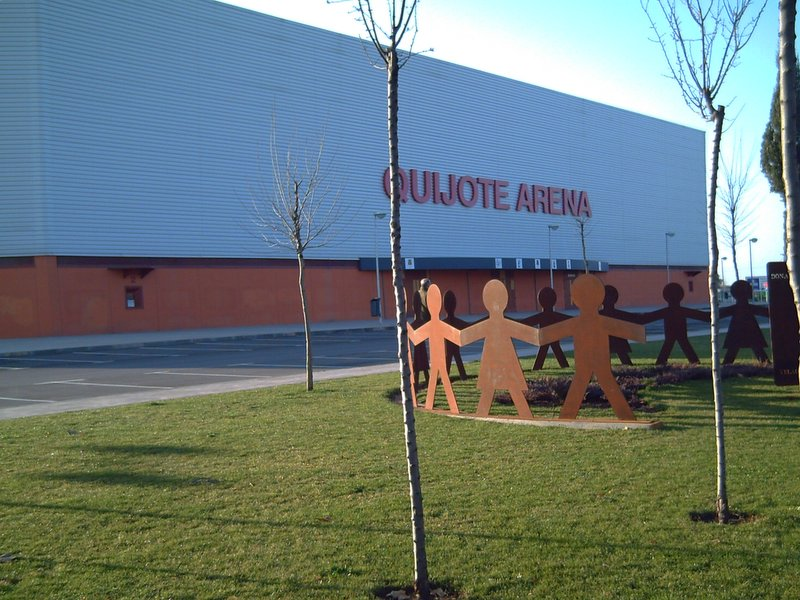
دون كيشوت أرينا

أحرز فريق المدينة لكرة اليد بي إم ثيوداد ريال لقب مسابقة دوري ابطال أروبا لكرة اليد في عامي 2006 و 2008. نادي كرة اليد هذا هو أحد أفضلها في العالم وقاعته الرياضية دون كيشوت أرينا هي الأكبر في إسبانيا.

## التعليم
في ثيوداد ريال 18 مدرسة ابتدائية وستة مدارس الثانوية. تأسست مدرسة "Torreón del Alcázar" العليا في عام 1987. لم يكن هناك في السنوات الأولى سوى الدراسات المهنية، ثلاثين مدرس و 350 طالبا. بعد بضع سنوات أدرجت المدرسة الثانوية الإلزامية ومستويات A. وفي الوقت الحالي هناك 93 مدرساً و 1000 طالب. في عام 1995 عرضت المدرسة ثنائية اللغة. وفي عام 2005 وصلت أول مجموعة ثنائية اللغة.